# Tirando a gol
Tirando a gol es una película de comedia y deporte mexicana filmada en 1965 y estrenada el 14 de julio de 1966 en la Ciudad de México, dirigida por Icaro Cisneros y protagonizada por David Reynoso, Lola Beltrán, Julissa, Fernando Luján, Juan Ferrara y Ramón Valdés.

## Sinopsis
La provinciana Flora es madre de dos futbolistas del Guadalajara y se relaciona casualmente con Felipe, quien es padre de un jugador del América y de otra hija, Flora y Felipe se la pasan riñendo pero se reconcilian y se casan cuando sus hijos llegan a la selección nacional. Un hijo de Flora se casa con la hija de Felipe, así es que ahora toda la familia se la pasa peleando por la pasión que produce la rivalidad clásica entre los equipos más populares de México, América y Guadalajara.
- Datos: Q6147291